# Maria Longworth Nichols Storer
Maria Longworth Nichols Storer ( Cincinnati, 20 de marzo de 1849 - 30 de abril de 1932) fue una pintora decoradora de porcelana, fundadora de Rookwood Pottery Company y mecenas de bellas artes estadounidense.

## Trayectoria
Longworth, hija de Joseph H. Longworth, nació en el seno de una de las familias anglicanas más rica de su ciudad en aquella época. Se interesó por las bellas artes a una edad temprana estudiando pintura y piano.
En 1868 se casó con el veterano de la Guerra de Secesión, el coronel George Ward Nichols, quien había sido contratado por su familia para catalogar su amplia  colección de obras de arte. Nichols era dieciocho años mayor que ella. En 1871, Longworth fue la responsable de planificar y recaudar fondos para el Festival de Mayo de Cincinnati, lo que la convirtió en la primera mujer en la historia en fundar un festival de música en los Estados Unidos. El primer festival no se celebró hasta 1873, el mismo año en que comenzó a pintar porcelana con el químico ceramista Karl Langenbeck. : 17 
Estudió en la Escuela McMicken de Dibujo y Diseño, y más tarde en la Academia de Arte de Cincinnati. Comenzó a tomar clases de pintura china con el profesor Benn Pittman. El trabajo de los estudiantes fue exhibido en el Pabellón de Mujeres en la Exposición Universal de Filadelfia de 1876. Muy competente en sus aptitudes como pintora de cerámica, volvió a Cincinnati con un considerable aprecio por el Arte de Japón y comenzó a incorporar algunos de esos elementos en su propio trabajo.

### Cerámica Rookwood
En 1879, junto con su compañera ceramista Mary Louise McLaughlin, Longworth encargó un horno cerámico para cocciones bajo y sobre cubierta en una tienda de cerámica local en Cincinnati. Encargaba a otros artesanos piezas de cerámica según sus especificaciones para luego decorarlas. En 1880, fundó la fábrica de cerámica Rookwood, siendo la primera mujer de Cincinnati en poseer una empresa de este tipo. Su grupo de empleados estaba formado por hombres y mujeres, entre ellos un alfarero y químico llamado Joseph Bailey y, como asistente general y decoradora de porcelana, Clara Chipman Newton. Animó a su equipo a ser creativo y a usar nuevas técnicas y temas para crear. La cerámica estadounidense se consideraba tosca y Longworth intentó cambiar esa apreciación.
Una de las primeras piezas que se crearon en su empresa manufacturera fue el Jarrón Aladino, un gran jarrón cuyos motivos de dragón se inspiraron en el arte japonés. El dragón está modelado en bajorrelieve arrastrándose alrededor del cuello, con una de sus garras enganchada a la boca. Longworth hizo el jarrón en 1882 en respuesta a una pieza anterior de su rival McLaughlin, el Jarrón Ali Baba, que entonces era el jarrón decorado bajo cubierta más grande de Estados Unidos. Aunque no es tan alto como este, el Jarrón de Aladino es más ancho, una hazaña técnica más difícil.: 76  George Nichols murió en 1885 y en marzo del año siguiente se volvió a casar con un abogado llamado Bellamy Storer. Tras la muerte de su primer marido, la producción de Longworth disminuyó considerablemente.
La Compañía cerámica Rookwood continúa produciendo productos artesanales. Los activos de la empresa incluyen moldes maestros, fórmulas de esmalte secretas, notas y la marca registrada Rookwood, que fueron adquiridos y la empresa fue relanzada por el Dr. Art Townley. El Dr. Townley y otros inversores han mantenido la empresa en el mismo lugar donde fue fundada.

### Años posteriores
De 1891 a 1895, Bellamy Storer formó parte del Congreso de los Estados Unidos y fue ministro de Asuntos Exteriores de los Estados Unidos en Bélgica de 1897 a 1898. En 1896 la pareja se convirtió al catolicismo tras la sugerencia del arzobispo John Ireland.
En 1900, todavía ligada a las artes, ganó una medalla de oro en la Exposición Universal por sus pinturas sobre bronce. En 1899, Bellamy Storer se convirtió en ministro de Asuntos Exteriores de España, y ambos persuadieron al presidente William McKinley para que solicitara a León XIII que nombrara cardenal al arzobispo Ireland (con el apoyo del gobernador de Nueva York, Theodore Roosevelt ).
En 1901, McKinley organizó una visita con el Papa y autorizó a la pareja a proponer a John Ireland para su aprobación. En 1902, cuando Roosevelt ya era presidente, nombró a Bellamy ministro del Imperio austrohúngaro y no quiso implicarse en la promoción del arzobispo. Sin embargo, Longworth siguió insistiendo en este asunto reuniéndose con miembros del Vaticano y dando la falsa impresión de que Roosevelt secundaba tales planteamientos. Estas acciones  provocaron el cese de Bellamy como ministro, noticia que fue muy divulgada en su momento. Irónicamente, su sobrino Nicholas Longworth III, se casó más tarde con Alice, la hija de Roosevelt, y Storer se negó a asistir a la boda.

## Reconocimientos
En 1882, ganó una medalla de oro en la Décima Exposición Industrial de Cincinnati. En 1889 ganó una medalla de oro en la Exposición Universal de París, y ese mismo año cedió su empresa a William W. Taylor.

## Galería

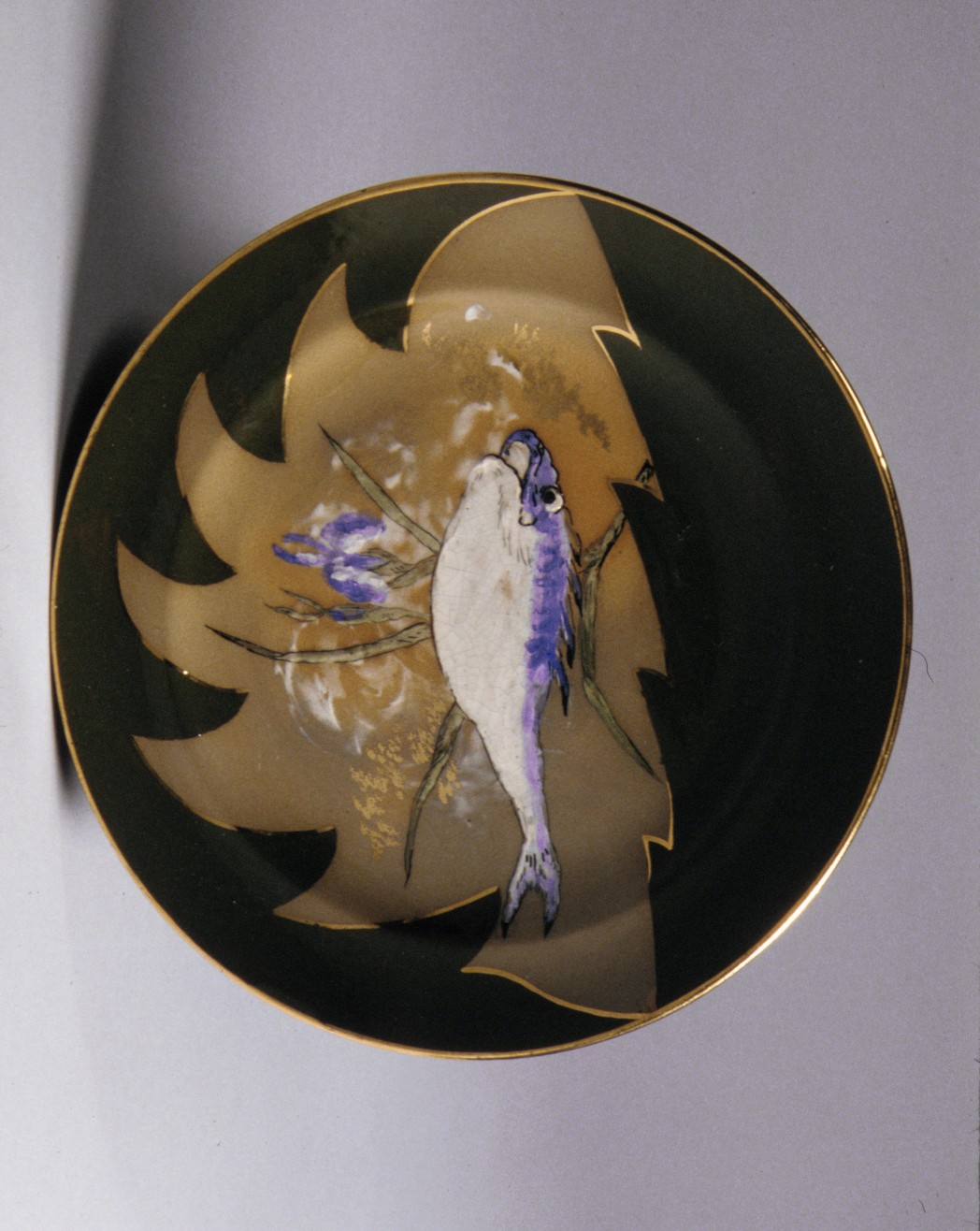
Plato de porcelana pintada y vidriada, ca. 1880
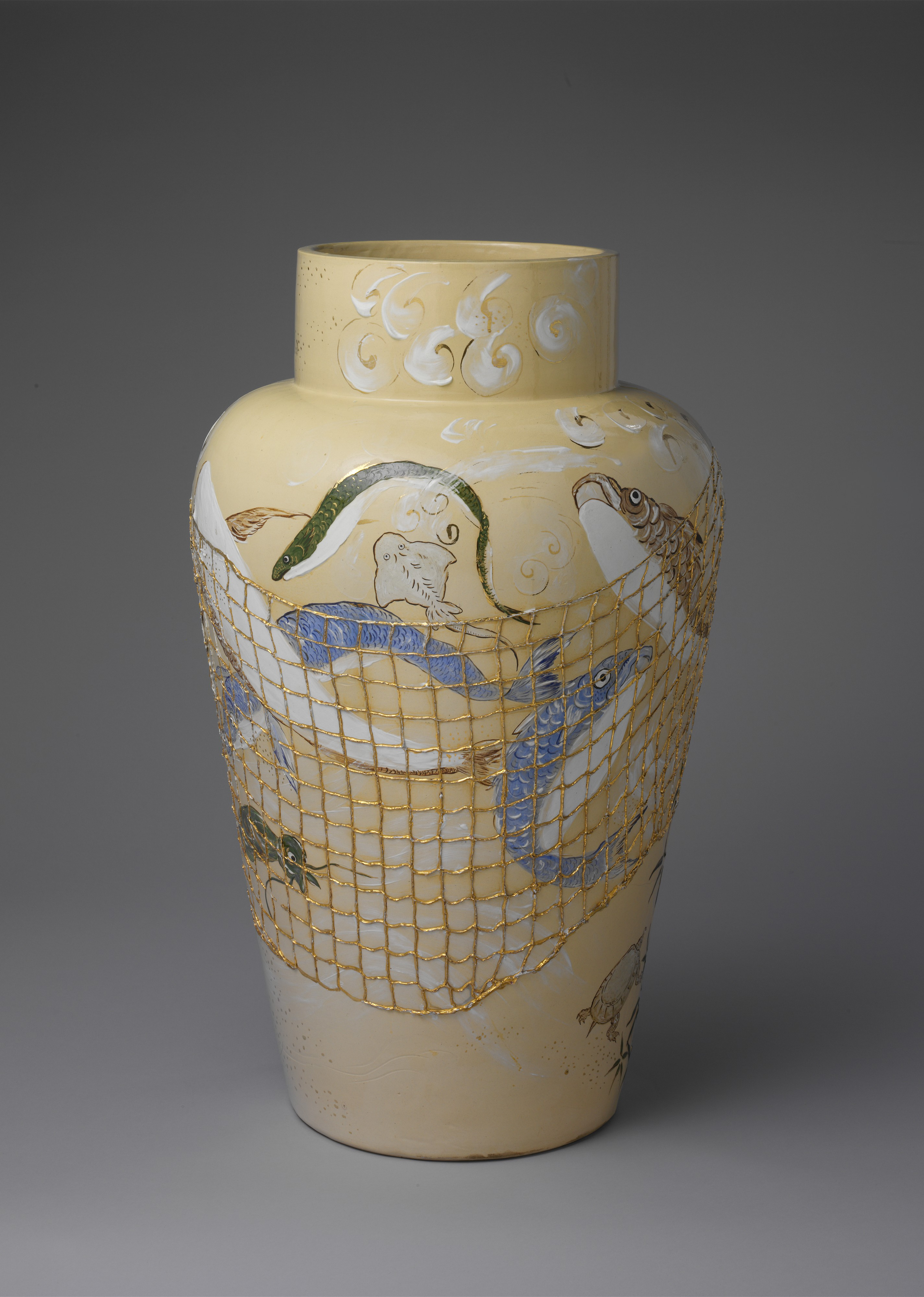
Jarrón de Aladino, porcelana, 1880-1883
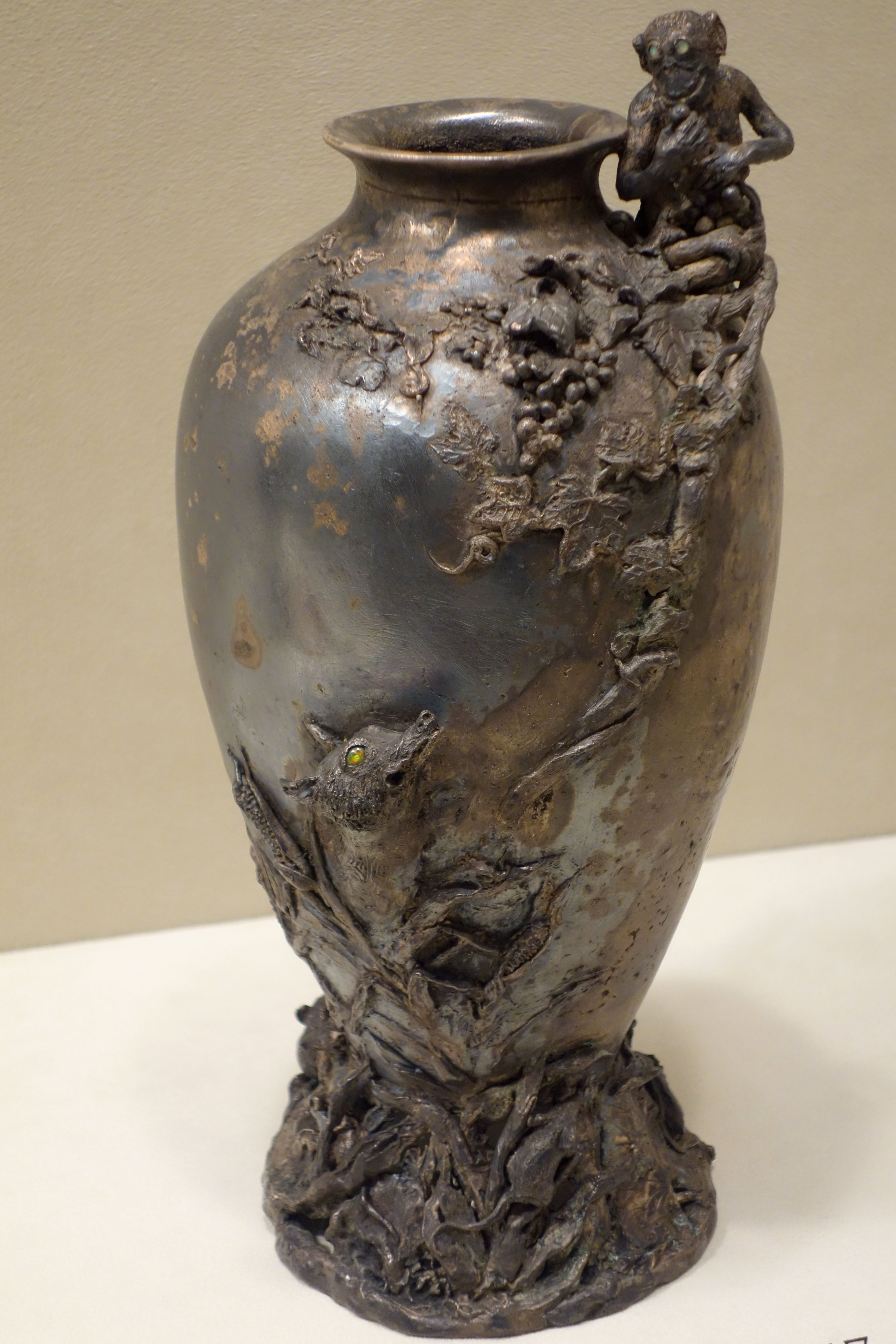
Jarrón de cobre y plata galvanizados sobre estaño y piedras semipreciosas, 1898
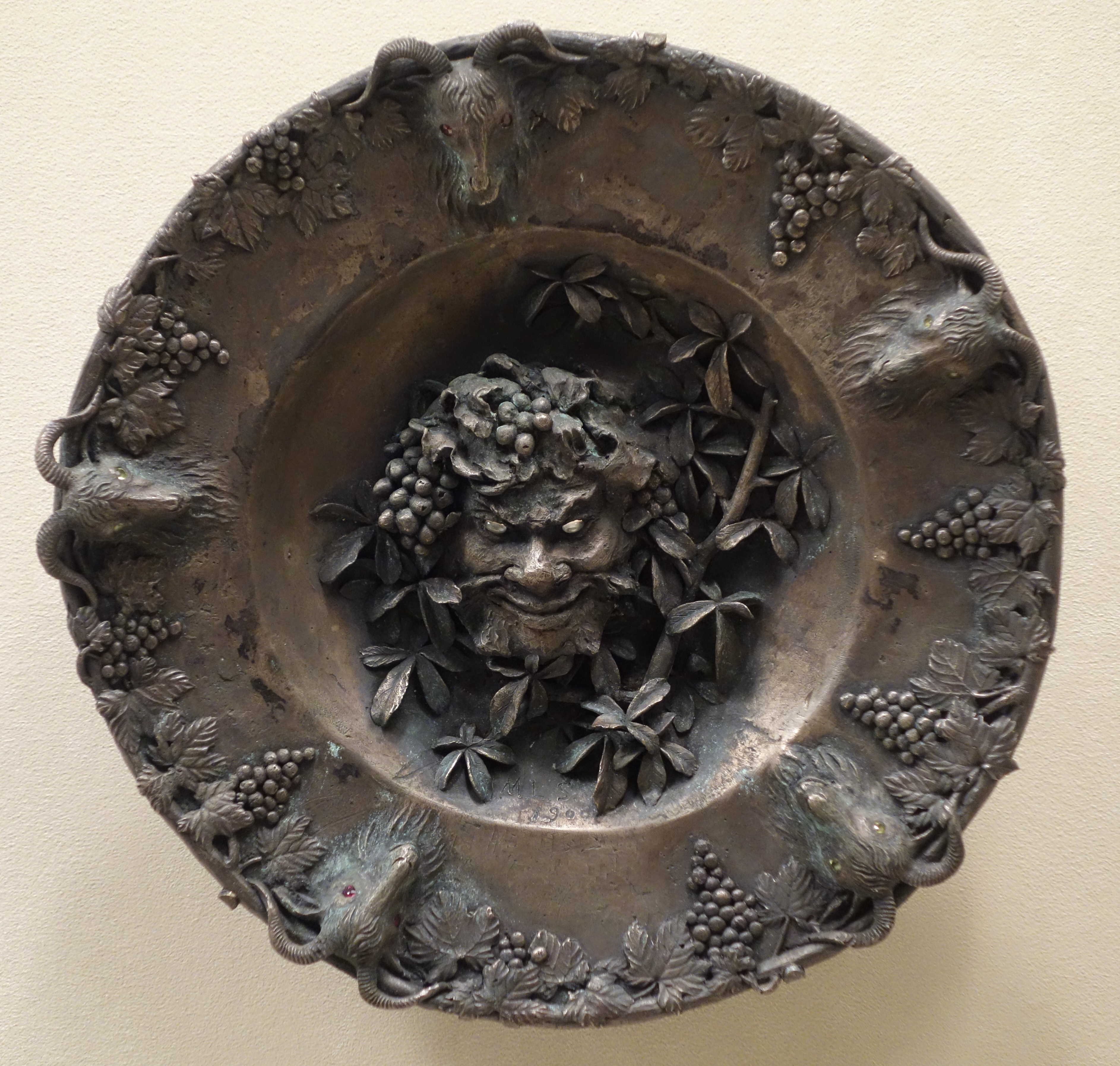
Placa de cobre y plata galvanizada sobre estaño y piedras semipreciosas, 1900